# Janek István
Janek István (Budapest, 1970. augusztus 9. –) magyar történész.

## Élete
1997-ben végzett történelem szakon a Miskolci Egyetemen. A Pécsi Tudományegyetemen szerzett doktorátust.
1998–2002 között a Magyar Tudományos Akadémia Kisebbségkutató Intézetének, 2002–től a Történettudományi Intézetének tudományos munkatársa.
A Vojenská história szerkesztőbizottsági tagja. Kutatási területe elsősorban a csehszlovák–magyar kapcsolatok, az első bécsi döntés és a 20. századi kisebbségi kérdés.

## Művei
- 2001 Az elfelejtett háború. Történelmi Szemle 2001/ 3–4, 299–313.
- 2004 Károlyi Mihály a csehszlovák–magyar viszony és a lakosságcsere rendezéséért 1945–48 között. Századok 2004/ 1, 207–221.
- 2005 Magyar–szlovák diplomáciai kapcsolatok 1939–41 között. Gesta 2005/ 1–2. 16–28.
- 2005 Diplomáciai csatározások a magyar–szlovák kapcsolatokban 1940–41 között. In: Kutatási Füzetek 12. Pécs, 165–179.
- 2006 Csehszlovák–magyar csatározások a diplomáciai kapcsolatokban 1938 és 1939 között. Valóság 2006/ 7, 77–93.
- 2006 Magyar–szlovák diplomáciai puhatolózások 1943-ban a két állam egymással szembeni szándékairól. Regio 2006/ 3, 97–115.
- 2006 Pokus ministerského predsedy Miklóse Kállayho o zorganizování spoločného vystoupení z války s vudci Slovenska v letech 1943–44. Slovanský Přehled 2006/ 4, 533–551.
- 2007 Magyar–szlovák kapcsolatok 1939–41 között a két állam diplomáciai irataiban. Aetas 2007/ 4, 116–141.
- 2007 Csehszlovákia 1948 és 1956 között. In: Evolúció és Revolúció. Magyarország és a nemzetközi politika 1956-ban. Szerk.: Békés Csaba. Budapest, 178–204.
- 2007 A szlovák politikai vezetés törekvései a szlovák–magyar határ revíziójára 1938–1944 között. Limes 2007/2, 37–51.
- 2008 Mindszenty József tevékenysége a felvidéki magyarok megmentéséért 1945–47 között. Századok 2008/ 1, 153–181.
- 2008 Československo medzi léty 1948–1956. Slovanský Přehled 2008/4, 569–588.
- 2009 Maďarský pohled na angažovaní se kardinála Jozefa Mindszentyho v rešení otázky Československých Madaru v letech 1945–1947. Slovanský Přehled 2009/ 1, 37–57.
- 2010 Magyar törekvések a Felvidék megszerzésére 1938-ban. Történelmi Szemle 2010/ 1, 37–66.
- 2010 A Magyarországgal szembeni szlovák propaganda és revíziós elképzelések 1939–1941 között. Limes 2010/ 1, 25–40.
- 2010 A magyar–szlovák diplomáciai kapcsolatok ügye a magyar parlamentben 1939 és 1940 között. In: Európa, nemzet, külpolitika. Tanulmányok Ádám Magda 85. születésnapjára. Szerk. Borhi László. Budapest, 119–130.
- 2010 Magyar közeledési szándékok a szlovák vezetőkhöz 1943–1944 folyamán. Múltunk 2010/ 4, 107–147.
- 2010 Visszacsatolás vagy Megszállás? Szempontok az első bécsi döntés értelmezéséhez. In: A szlovák vezetés külpolitikai törekvései a komáromi tárgyalásoktól 1945-ig. Szerk. Simon Attila. Balassagyarmat, 151–165.
- 2010 A szovjet diplomácia és a szlovák–magyar viszony alakulása 1939–1940 között. Fórum Társadalomtudományi Szemle 2010/ 4, 41–60.
- 2011 František Jehlička tevékenysége Szlovákia Magyarországhoz csatlakozása érdekében 1919–1925 között. In: Tanulmányok a hatvanéves Gyarmati György tiszteletére. Szerk. Baráth Magdolna - Bánkuti Gábor - Rainer M. János. Budapest, 277–289.
- 2011 Maďarské a slovenské revizionistické snahy a bilaterálne vzťahy v rokoch 1939–1940. In: Juh Slovenska po Viedenskej arbitráži 1938–1945. Szerk. Ján Mitáč. Bratislava, 74–108.
- 2011 Maďarské snahy o získaní Slovenska (Felvidéku) v roce 1938. Slovanský přehled 2011/3–4, 303–326.
- 2013 Sovietská diplomacie o vytvorení slovensko-maďarských vztahu v letech 1939–1940. Slovanský prehled 99/ 1–2, 79–99.
- 2013 Hungarians in Košice soon after Second Word War. In: Veronika Gayer - Slávka Otčenášová - Csaba Zahorán: Remembering the City. Košice, 140–143.
- 2014 A szlovák–magyar „kis háború” története és annak interpretációi a nemzeti történetírásokban. In: Kárpáti Ukrajna: Vereckétől Husztig. Egy konfliktustörténet nemzeti olvasatai. Szerk. Fedinec Csilla. Pozsony, 173–195.
- 2014 János Esterházy a slovensko-maďarské diplomatické vzťahy v rokoch 1938–1941. In: Anton Hruboň - Juraj Lepšis - Zuzaná Tokárová: Slovensko v rokoch neslobody 1938–1989. Osobnosti známe-neznáme II. Bratislava, 58–74.
- 2014 The Issue of Hungarian–Slovak Diplomatic Connections in the Hungarian Parliament in 1939–1940. Prague Papers on the History of International Relations 2014/ 2, 128–141.
- 2015 František Jehlička tevékenysége a magyar revízió érdekében 1919-1938 között. In: Prístupy k riešeniu národnostnej otázky v medzivojnovom Československu. Eds. Soňa Gabzdilová – Attila Simon. Komárno, 143–153.
- 2015 The Road of Slovak Politicians from Czechoslovakia to the Establishment of the „Slovakian Kingdom” with a Bulgarian Monarch and the Hungarian Diplomacy. In: Shared Pasts in Central and Southeast Europe, 17-21st Centuries. Hungarian and Bulgarian Approaches. Szerk. Gábor Demeter - Penka Peykovska. Sofia–Budapest, 133–148.
- 2015 The Mediating activity of János Esterházy between the Governments of Slovakia and Hungary in 1939–1942 with Specific Regard to the Jewish Question. West Bohemian Historical Review 2015/ 1, 71–99.